# Granada Tipo 91
La Tipo 91 (九一式手榴弾 Kyūichi-shiki Teryūdan?) fue una versión mejorada de la granada de mano/fusil Tipo 10 del Ejército Imperial Japonés. Aunque superada por la Tipo 97 al inicio de la Segunda Guerra Mundial, todavía era empleada por algunas unidades durante la segunda guerra sino-japonesa así como por las Fuerzas Navales Especiales de Desembarco de la Armada Imperial Japonesa.

## Historia y desarrollo
Al observar que las granadas de mano era armas de corto alcance, el Ejército Imperial Japonés empezó a optimizarlas para emplearlas como armas de apoyo a la infantería. La primera granada de mano de fragmentación fue la Tipo 10. Al poco tiempo de haberse suministrado a las unidades de primera línea, se notaron una serie de problemas. Al ser lanzadas manualmente, la inestabilidad e inexactitud de la espoleta hacía a la Tipo 10 una amenaza tanto para el lanzador como para el enemigo. Por lo tanto, la granada fue considerada demasiado pequeña y poco letal. En 1931, el Buró Técnico del Ejército desarrolló una versión mejorada para resolver estos problemas. Tras estudiar cuidadosamente el empleo de granadas y morteros en combate, el Ejército Imperial Japonés desarrolló un sistema unificado de granadas de mano, granadas de fusil y lanzagranadas/morteros ligeros ideales para combates a corta distancia en ambientes tales como ciudades, trincheras y selvas.
Como parte de este concepto, el Ejército Imperial Japonés adoptó hacia 1932 un conjunto de granadas de fragmentación casi universalmente adaptables. La granada Tipo 91 podía lanzarse manualmente, desde un fusil mediante un lanzador de espiga o un mortero/lanzagranadas, el Tipo 89.

## Diseño
El diseño de la Tipo 91 era casi idéntico a la anterior Tipo 10. La principal diferencia era que la parte superior de la Tipo 91 tenía forma de domo y no estaba segmentada como la de la Tipo 10. Al igual que la Tipo 10, un sóquet roscado en el fondo de la carcasa permitía acoplársele un contenedor auxiliar con la carga propulsora para emplearla en un lanzagranadas o una cola con aletas para emplearla como granada de fusil, lanzada desde un lanzador de espiga. La espoleta era accionada por percusión, al jalar el pasador de seguridad y golpearla. La granada explotaba después de 7-8 segundos. Esta característica fue incorporada para poder emplear a la Tipo 91 como granada de fusil o lanzarla desde el lanzagranadas Tipo 89, ya que la larga demora le permitía recorrer una mayor distancia y alcanzar blancos distantes. Al ser empleada como granada de fusil con una cola con aletas o como munición de mortero con una base que contenía la carga propulsora y un fulminante, la espoleta se activaba automáticamente ya que el percutor era empujado contra un débil muelle por la fuerza del lanzamiento. Adicionalmente, la Tipo 91 podía emplearse como trampa cazabobos al quitársele el pasador de seguridad y situarla bajo una tabla suelta o la pata de una silla.
Sin embargo, la Tipo 91, al igual que otras granadas de mano japonesas, padeció de fallos en la fabricación y producción de la espoleta, carcasa y carga explosiva, dando lugar a detonaciones fallidas, espoletas con demora variable y una fragmentación incompleta o variable de la carcasa. Durante la guerra, estos problemas de fabricación no fueron resueltos.

## Variantes
Como granada de mano, la demora de 7-8 segundos de la Tipo 91 demostró ser demasiado larga en combate, permitiéndole al enemigo recoger la granada y lanzarla de vuelta. Para resolver esto, se adoptó la granada de fragmentación Tipo 97 para lanzamientos manuales. Además de una demora de 4 segundos, la Tipo 97 no tenía medios para acoplarle una cola con aletas o una base propulsora para emplearse como granada de fusil o munición de lanzagranadas. Estos cambios evitaban su empleo accidental en estos papeles, al mismo tiempo que simplificaban su producción. Cuando la Tipo 97 con su demora acortada entró en producción y fue suminsitrada a las unidades de primera línea, el Ejército Imperial Japonés continuaba empleando las viejas Tipo 91 como granadas de mano, así como granadas de fusil y munición de lanzagranadas. Muchas de las granadas Tipo 91 fueron modificadas al acortarles la demora a 5-4 segundos, perforando agujeros en su base y soldando pequeños resaltes en la carcasa, para que no puedan introducirse en los lanzagranadas Tipo 10 o Tipo 89, además de pintarles su base de color blanco. La Tipo 91 modificada era virtualmente casi idéntica a la Tipo 97, excepto por su base blanca.

## Historial de combate
La Tipo 91 (modificada) fue suministrada a los soldados japoneses como granada de mano estándar en la segunda guerra sino-japonesa y durante las diversas campañas de la Segunda Guerra Mundial.